# Луґі-Радли
Луґі-Радли (пол. Ługi-Radły) — село в Польщі, у гміні Пшистайнь Клобуцького повіту Сілезького воєводства.
Населення — 417 осіб (2011).
У 1975-1998 роках село належало до Ченстоховського воєводства.

## Демографія
Демографічна структура станом на 31 березня 2011 року:
|          | Загалом | Допрацездатний вік | Працездатний вік | Постпрацездатний вік |
| -------- | ------- | ------------------ | ---------------- | -------------------- |
| Чоловіки | 202     | 40                 | 142              | 20                   |
| Жінки    | 215     | 38                 | 130              | 47                   |
| Разом    | 417     | 78                 | 272              | 67                   |